# WrestleMania 35
WrestleMania 35 — тридцать пятое ежегодное реслинг-шоу, WrestleMania. Главное PPV производства WWE, итоговые события основных брендов Raw и SmackDown, а также дивизиона полутяжеловесов 205 Live.  Трансляция идёт на WWE Network. Проходило 7 апреля 2019 года на Метлайф-стэдиум арене, в Ист-Ратерфорд, штат Нью-Джерси, Соединённые Штаты Америки. На шоу впервые главным событием выступал женский поединок закрывавший Рестлманию.
Кард мероприятия состоял из шестнадцати матчей, в том числе матчей на Kick Off. В главном событии Бекки Линч победила чемпионку WWE Raw Ронду Раузи и чемпионку WWE SmackDown Шарлотт Флэр в матче с "тройной угрозой" за оба титула. В других главных матчах: Кофи Кингстон победил Дэниела Брайана и впервые стал Чемпионом WWE. Также Сет Роллинс победил Брока Леснара и впервые стал чемпионом Вселенной WWE. Свой последний матч провёл Курт Энгл проиграв Барону Корбину, а также Батиста проиграл Трипл Эйчу в матче с карьерой рестлера на кону.

## Производство
[[Файл:Wrestlemania35live.jpg|слева|thumb|300px|

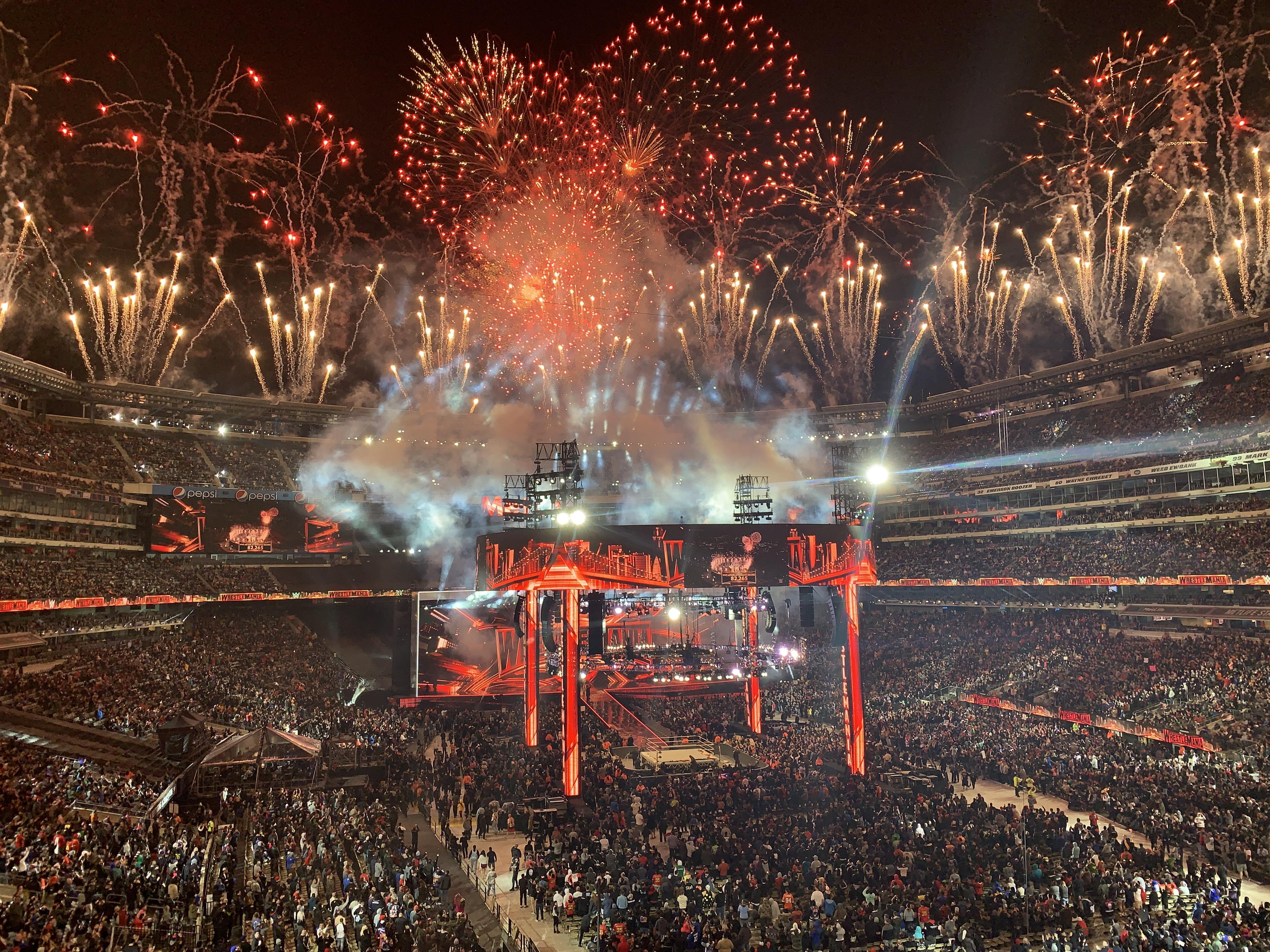
Center|Арена WrestleMania-35 — Метлайф-стэдиум

WrestleMania считается знаковым событием в WWE, впервые шоу состоялось в 1985 году, занимает шестое место в мире среди спортивный брендов по версии Forbes, оно описано как Супербоул в спортивных развлечениях. Мероприятие было четвёртой Рестлманией, которое проходило в штате Нью-Джерси после (IV, V и 29) а так же шестой в Нью-Йоркской агломерации после (I, 2, X, XX и 29)
Две официальных тематических песни для этого мероприятия были "Love Runs Out" от OneRepublic которая служила главной темой и "Work" от Криса Классика которая служила вторичной темой. Так же прозвучала композиция "White Flag" Bishop Briggs. 5 ноября 2018 года, были распроданы пакеты туриста, тогда как билеты поступило в продажу только 16 ноября 2018 года. 11 марта на Raw было объявлено что Алекса Блисс станет ведущей Рестлмании 35 В следующем эпизоде, Элайас объявил, что у него будет музыкальное выступление на этом мероприятии.
На мероприятии приняли участие несколько знаменитостей. В эпизоде от 4 марта на Raw, Колин Йост и Майкл Че из передачи Saturday Night Live были представлены в качестве специальных корреспондентов для этого события, а затем были добавлены в Королевскую битву за Мемориальный трофей Андре Гиганта. Джоан Джетт исполнила свою песню "Bad Reputation" в живую во время выхода Ронды Раузи. Певица и радиоведущая Иоланда Адамс исполнили композицию America the Beautiful, перед началом основного шоу.

## Зал Славы WWE (классификация 2019 года)
Зал Славы WWE (англ. WWE Hall of Fame), в 2019 году прошла двадцатая по счёту церемония введение в Зал Славы WWE. Состоялась 6 апреля 2019 года в Барклайс-центре в Бруклине, штат Нью-Йорк, в рамках главного события Рестлмания 35. Трансляция шла в прямом эфире на WWE Network.

### Индивидуально
| Фото | Имя на ринге (Имя при рождении)        | Объявил о введении | Примечания | Ссылки |
| ---- | -------------------------------------- | ------------------ | --- | ------ |
|      | Хонки-тонк Мен (Рой Уэйн Фа́ррис)       | Джимми Харт        | Интерконтинентальный чемпион WWF Является самым продолжительным Интерконтинентальным чемпионом 454 дня                           | [ 51 ] |
|      | Торри Уилсон (Торри Энн Уилсон)        | Стэйси Киблер      | Ключевая фигура вторжения WWE в WCW Участница женского дивизиона WWE Дважды снималась для обложке Playboy во время карьеры в WWE | [ 54 ] |
|      | Брутус Бифкейк (Эдвард Харрисон Лесли) | Халк Хоган         | Командный чемпион мира WWF | [ 57 ] |

### Группировка
| Фото | Имя на ринге (Имя при рождении) | Объявил о введении | Примечания | Ссылки |
| --- | ------------------------------- | ------------------ | --- | ------ |
| | D-Generation X                  | -                  | Одна из ведущих группировок Attitude Era, «считается, что они продвинули формат рестлинга который сейчас принят на телевидении». Различные составы группировки существовали в 2010-х годах. | [ 58 ] |
| Все участники группировки: Шон Майклз (Майкл Шон Хиккенботтом), Triple H (Пол Майкл Левек), Чайна (Джоан Мари Лорер), Билли Ганн (Монти Кип Сопп), Дорожный Пёс (Брайан Джеральд Джеймс), X-Pac (Шон Майкл Уолтмэн). Группировка имеет множество одиночных и командных достижений. |                                 |                    | |        |

### Команда
| Фото | Имя на ринге (Имя при рождении)                                                      | Объявил о введении | Примечания                                                                                                 | Ссылки |
| --- | ------------------------------------------------------------------------------------ | ------------------ | --- | ------ |
| | Гарлем Хит Букер Ти (Роберт Букер Тио Хаффман-мл.) Стиви Рэй (Лэш Хаффман)           | -                  | Десятикратные Командные чемпионы мира WCW Букер Ти в составе команды стал двукратным членом Зала славы WWE | [ 66 ] |
| Букер Ти имеет множество одиночных и командных достижений Стиви Рэй имеет одиночное достижение: Телевизионный чемпион мира WCW |                                                                                      |                    | |        |
| | Основание Хартов Брет Харт (Брет Сёржент Харт) Джим Нейдхарт (Джеймс Генри Нейдхарт) | Наталья            | Двукратные Командный чемпион мира WWF Брет Харт в составе команды стал двукратным членом Зала славы WWE    | [ 70 ] |
| Брет Харт имеет множество одиночных и командных достижений Джим Нейдхарт ведён в зал славы посмертно, своей дочерью Натальей   |                                                                                      |                    | |        |

## Кард Рестлмании

### Пре-шоу
На двухчасовом предварительном шоу было проведено четыре матча.

#### Бадди Мёрфи против Тони Низа

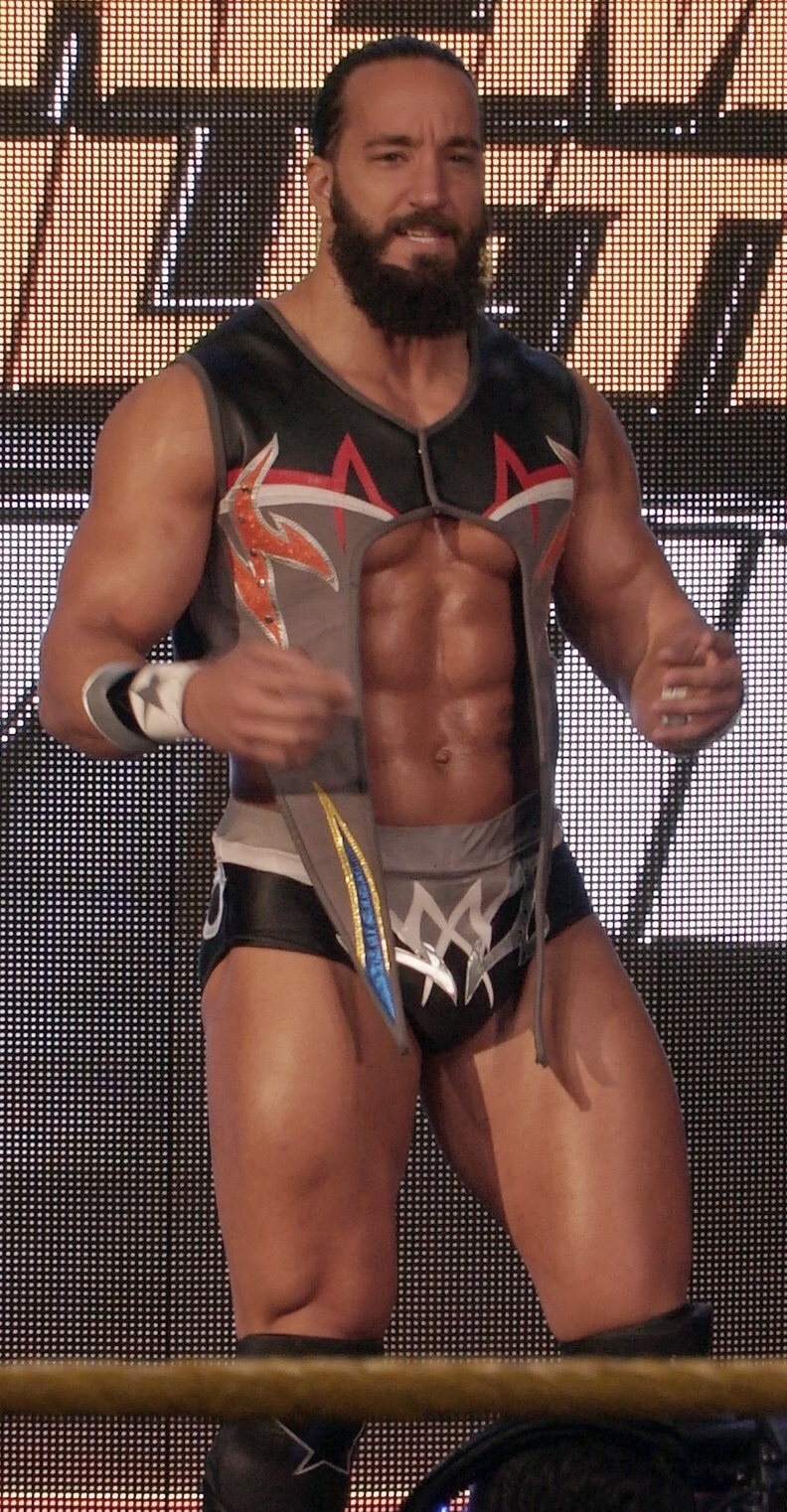
Тони Низ новый Чемпион WWE в полутяжёлом весе

В первом матче Бадди Мёрфи защищал Чемпионство WWE в полутяжёлом весе против Тони Низа. В итоге, чтобы выиграть титул, Низ нанёс с разбегу «удар коленом» по Мёрфи, сидевшему в углу а после провёл удержание.

#### Женская Королевская битва WrestleMania
Вторым матчем прошла Женская Королевская битва WrestleMania. В конце матча Сара Логан казалось бы устранила последную участницу Аску, но Кармелла, которая на самом деле не была устранена, снова вышла на ринг и выкинула Сару Логан при помощи удара «суперкик». Кармелла стала второй обладательницей трофея WrestleMania.

#### Зак Райдер и Курт Хоукинс против Возрождение (Даша Уайлдера и Скотта Доусона)
После этого команда Возрождение (Даш Уайлдер и Скотт Доусон) защищали Командное чемпионство WWE Raw против Зак Райдер и Курт Хоукинс. В конце матча Доусон за приделами ринга провёл приём «Brainbuster» против Хоукинса а затем закинул его обратно на ринг думая что он в отключки. Хоукинс притворяясь что находится без сознания, ухитрился и свернул Доусона. В итоге Зак Райдер и Курт Хоукин за долгое время завоевали титулы командных чемпионов. Также этой победой Хоукинс прервал свою серию поражений из 269 матчей.

#### Королевская битва за Мемориальный трофей Андре Гиганта
Последним матчем на Kick-Off была Королевская битва за Мемориальный трофей Андре Гиганта. Большую часть матча приглашённые гости и участники королевской битвы Колин Йост и Майкл Че прятались под рингом. В итоге, когда Братья Харди (Джефф и Мэтт) пытались устранить Брона Строумэна Йост и Че вошли в ринг в попытке помочь, однако Строумэн откинул их и скинул с апрона ринга Братьев Харди. Йост пытаясь успокоить Строумэна, пригласив своего психолога на ринг, однако Строумэн напал на него, а затем устранил Че. Затем Строумэн поднял Йоста и бросил его за пределы ринга на других рестлеров. Строумэн стал шестым обладателем Мемориального трофей Андре Гиганта.

### Основное шоу
На основном шоу было проведено ещё двенадцать матчей.

#### Брок Леснар против Сета Роллинса
Перед первым матчем основного шоу Пол Хейман прервал Блисс и Хогана и направился к рингу. Он заявил, что если Брок Леснар не будет сражаться в главном событии, он не будет ждать всего шоу для своей защиты чемпионства и представил своего клиента. Когда Сет Роллинс приблизился к рингу, на него тут же напал Леснар. После того, как матч официально начался, Леснар провёл несколько «немецких Суплексов» Роллинсу. Роллинс не дал провести приём «F5» и толкнул Леснара в рефери. В то время как рефери находился вне ринга, Роллинс ударил Леснара ниже пояса, за которым последовал «суперкик» и три «Curb Stompa», После провёл удержание и впервые стал чемпионом Вселенной WWE.

#### Эй Джей Стайлз против Рэнди Ортона
Во втором матче Эй Джей Стайлз встретился с Рэнди Ортоном. Во время матча Ортон попытался провести «RKO», но Стайлзу какое то время удавалась избегать этого приема. Ортону в итоге удалось провести «RKO» но этого не хватило для победы. В конце концов, Стайлз провёл «Phenomenal Forearm» на Ортоне за пределы ринга, а потом ещё раз на ринге и после них провёл удержание.

#### Братья Усо (Джимми и Джей) против Бар (Сезаро и Шеймуса) против Русева и Синсукэ Накамуры против Алистер Блэка и Рикошета
В третьем матче Братья Усо (Джимми и Джея) защищали Командное чемпионство WWE SmackDown против команд Бар (Сезаро и Шеймус), Русева и Синсукэ Накамуры, а также Алистера Блэка и Рикошета в «фатальном четырёхстороннем матче». Во время матча Сезаро провёл долгую «раскрутку» на Рикошете, а в это время Шеймус наносил свои удары «Beats of the Bodhran» четырем противникам подлавливая их по очереди у канатов. После проведения приёма «Superplex» с канатов, в котором приняли участия сразу семь рестлеров только Рикошету удалось остаться на ногах. В конце концов, Братья Усо провели сразу «двойной сплэш» на Шеймусе, после чего победили сохранив чемпионство.

#### Шейн Макмэн против Миза

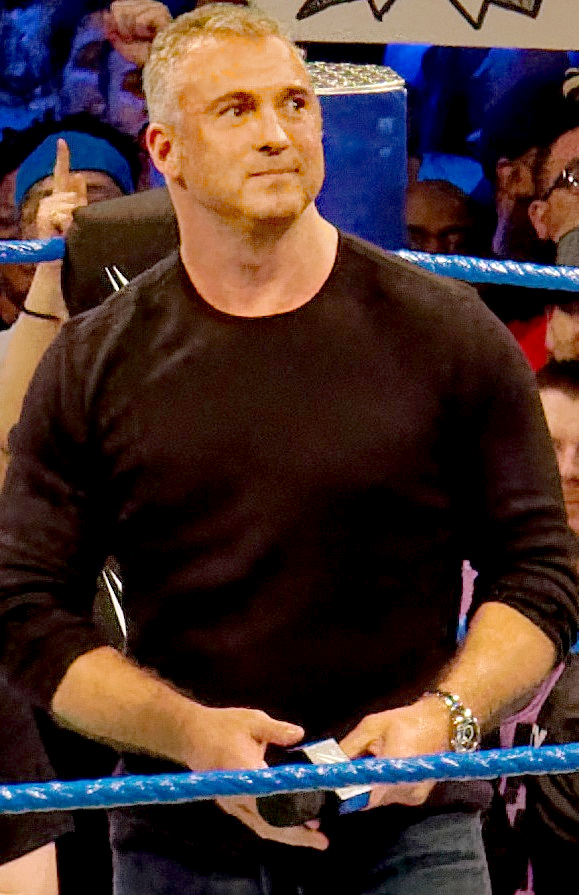
Шейн Макмэн победил Миза

В четвёртом матче по правилам «Falls Count Anywhere match» Миз встретился с Шейном Макмэном. В начале Шейн доминировал над Мизом, что побудило отца Миза сидевшего в первом ряду выйти на ринг и попытаться сразиться с Шейном, на что Шейн просто напал на него. Далее Миз и Шейн пошли в толпу используя что попадёт по руку. В итоге Миз провёл «Superplex» Шейну с платформы для камер с высоты четырёх с половиной метров и сам улетел вниз вмести с ним. Но так получилось что Шейн оказался сверху Миза и рефери отсчитал до трёх, отдав победу Шейну.

#### IIconics (Билли Кей и Пейтон Ройс) против The Boss 'N' Hug Connection (Сашы Бэнкс и Бейли) против Наи Джакс и Тамины против Бет Финикс и Натальи
В пятом матче команда The Boss 'N' Hug Connection (Саша Бэнкс и Бейли) защищали Командное чемпионство WWE среди женщин против команд Ниа Джекс и Тамина, IIconics (Билли Кей и Пейтон Ройс), а также Бет Финикс и Натальи в «фатальном четырёхстороннем матче». В конце матча Финикс провела приём «Глэм-слэм» с третьего каната на Бейли, но провести удержание не получилось. Пейтон Ройс выбросила за ринг Финикс а Билли Кей, удержала лежащую на ринги Бейли. Таким образом команда IIconics стали новыми командными чемпионками.

#### Кофи Кингстон с (Биг И и Ксавье Вудсом) против Дэниела Брайана с (Роуэном)
[[Файл:Kofi Kingston by Gage Skidmore.jpg|thumb|175px|

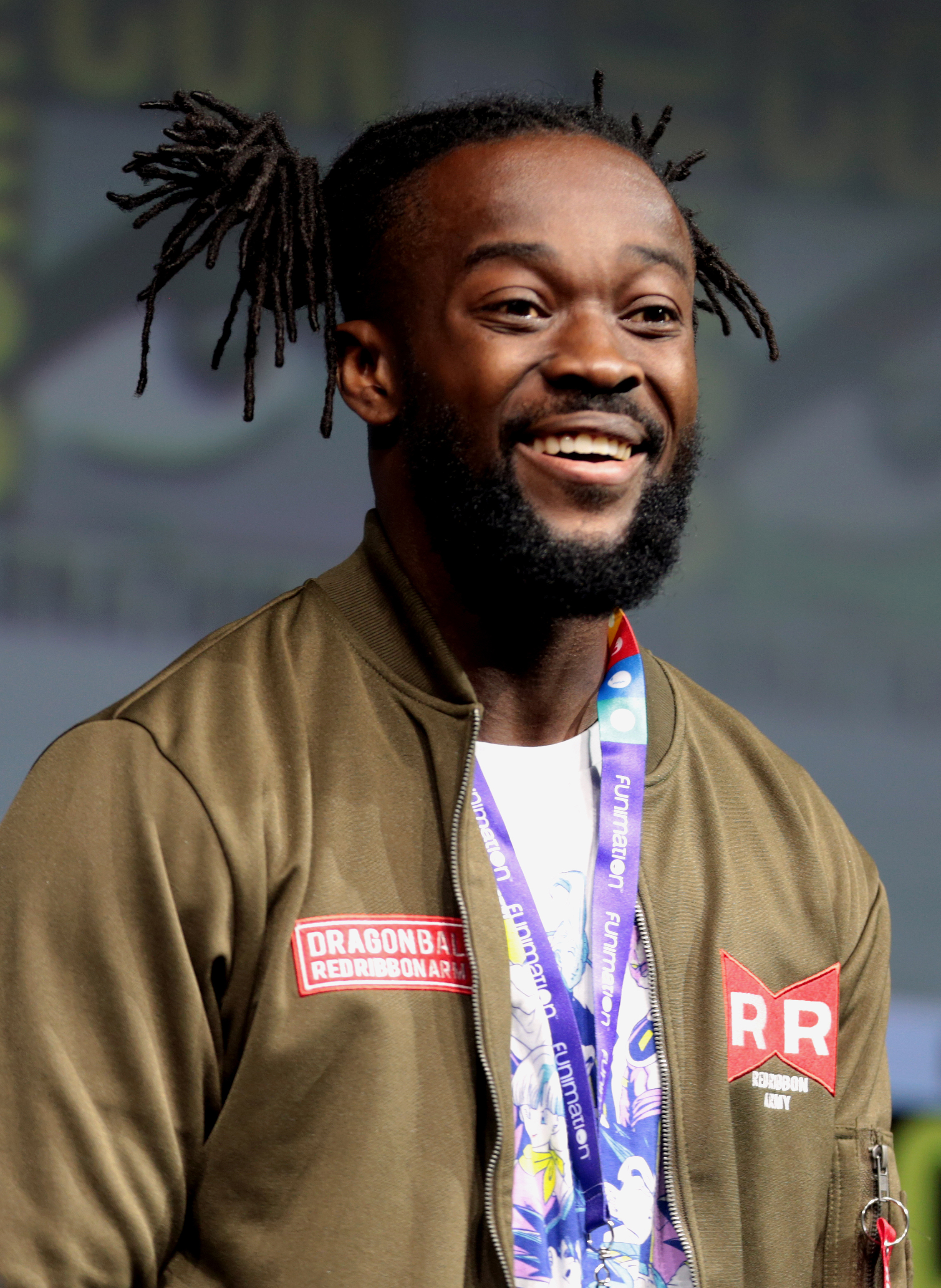
Center|Кофи Кингстон новый Чемпион WWE

В шестом матче Дэниел Брайан (в сопровождении Роуэна) защищал Чемпионство WWE против Кофи Кингстона (в сопровождении Биг И и Ксавье Вудса). Во время матча Роуэн помешал Кингстону атаковать Брайана за пределами ринга, что побудило Биг И и Вудса вмешаться и нейтрализовать Роуэна. Это позволило Кингстону вернуть Брайана на ринг. Брайан выполнил свой удар «коленом с разбегу в челюсть», но этого не хватило для победы. Далее Брайан зафиксировал болевой «LeBell Lock», однако Кингстону удалось вырваться. В конце концов Кингстон провёл свой завершающий приём «Trouble in Paradise» и выиграл своё первое Чемпионство WWE за 11 лет. Завоевав Чемпионство WWE Кингстон вошёл в число тех кто является Чемпионом Тройной Короны и Чемпионом Большого шлема и первым Чемпионом WWE африканского происхождения. После победы на ринг зашли сыновья Кингстона, чтобы порадоваться вмести с отцом. В это время Биг И и Ксавье Вудс выбросили костюмный чемпионский пояса Брайана и передали Кингстону стандартный кожаный с позолоченными вставками.

#### Самоа Джо против Рея Мистерио
В седьмом матче Самоа Джо защищал Чемпионство Соединённых Штатов WWE против Рея Мистерио. Бой начался динамично и в один момент Мистерио провёл приём 619 на Джо. После этого Мистерио залез на стойку ринга и хотел провести очередной приём, но Джо поймал его в зафиксировал в удушающем приёме «Coquina Clutch». В итоге Мистерио отключился, Джо сохранил титул в течение одной минуты матча.

#### Роман Рейнс против Дрю Макинтайра
В восьмом матче Дрю Макинтайр столкнулся с Романом Рейнсом. Несмотря на то что некоторое время матча Макинтайр доминировал, успеха это ему не принесло. Во второй половине матча Рейнс, перехватил инициативу и уже он большую часть доминировал. В конце при попытке провести приём удар «супермена» ему это не удалось но тут же со второй попытки Макинтайр был сбит с ног. После этого Роман Рейнс провёл «гарпун» и Макинтайр был удержан.

#### Triple H против Батисты
В девятом матче на кону стояла карьера Triple H(а), в матче без дисквалификации против Батисты. В начале матча Triple H круглогубцами вытащил кольцо из носа Батисты. Позже Батиста попытался провести бомбу Triple H-у, на комментаторский стол на котором стояли ступеньки, но в итоге Triple H-у удалось самому бросить на столы Батисту, а вдобавок провести «гарпун» которым они сломали стол. Вернувшись на ринг, Батиста сам провёл «гарпун» а после «бомбу». Далее Triple H провёл свою «бомбу» но уже на ступеньки и тут же «Pedigree» но и этого не хватило для победы. Конец наступил, когда появился Рик Флэр и подал Triple H-у его фирменную кувалду. Triple H ударил ей Батисту и тут же провёл второй «Pedigree». Triple H сохранил свою карьеру рестлера, а вот Батиста объявил о своем уходе вскоре после Рестлмании.

#### Барон Корбин против Курта Энгла
В десятом матче Барон Корбин встретился с Куртом Энглом в его последнем матче. После того как Энгл промахнулся сальтом с третьего каната, Барон Корбин ту же провёл «End of Daysу» и выиграл матч. После матча Энгл произнёс короткую речь, поблагодарив болельщиков.

#### Финн Балор («Король Демонов») против Бобби Лэшли с (Лио Рашем)

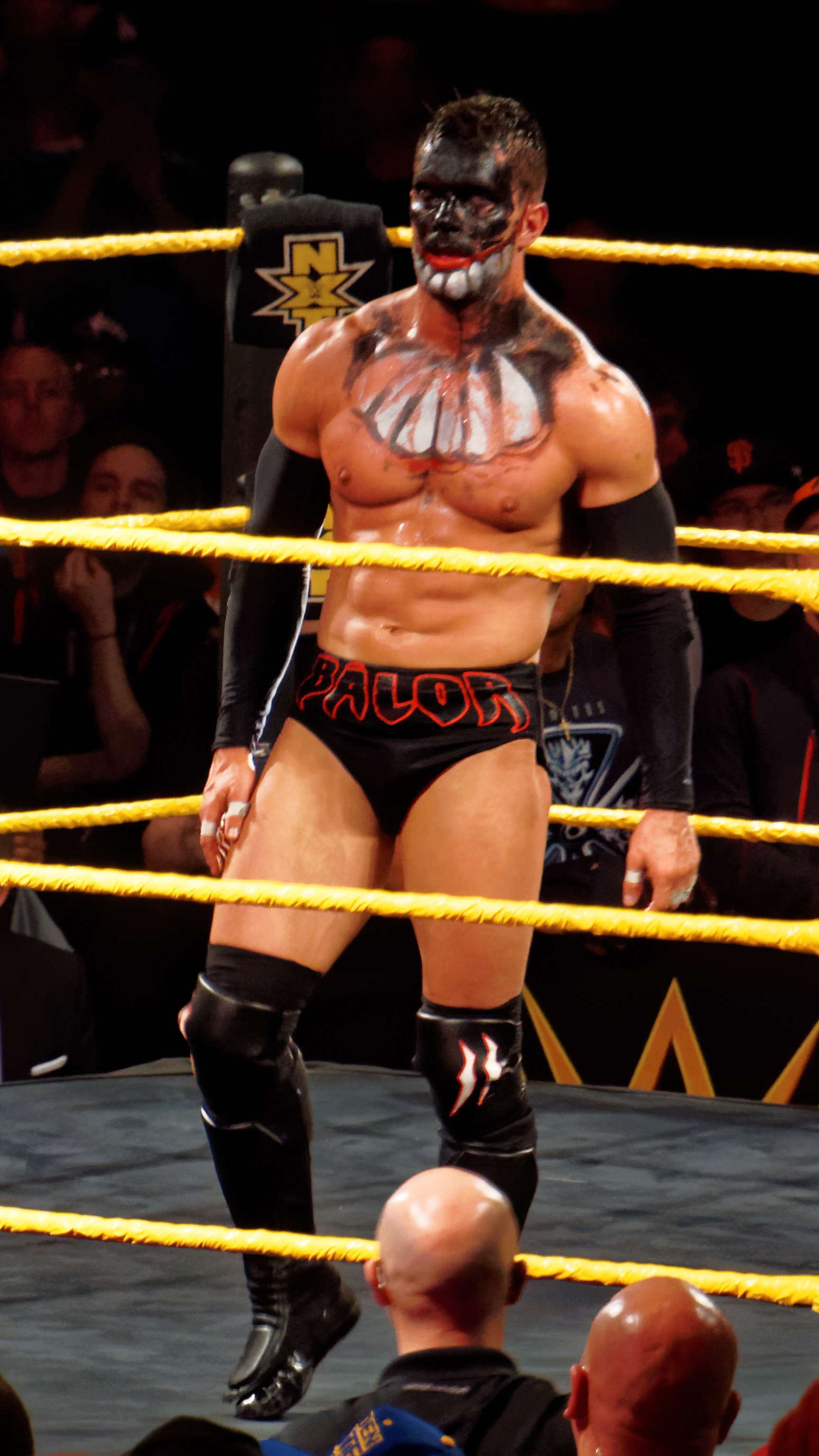
Финн Балор новый Интерконтинентальный чемпион WWE

В предпоследнем матче Бобби Лэшли (в сопровождении Лио Раша) защищал Интерконтинентальное чемпионство против Финн Балор который был в своём Alter ego образе «Короля Демонов». Лэшли провел «гарпун» через канаты за ринг и тут же в ринге ещё один, но всего этого не хватило для победы. В решающий момент Балор провёл «бомбу» и свой завершающий приём «Coup de Grace», со стойки ринга. Балор вернул себе титул, который потерял незадолго до этого.

#### Музыкальный сегмент Элайаса
После матча Романа Рейнса с Дрю Макинтайром Элайас начал своё выступление WrestleMania. Он играл на гитаре, в то время как отредактированное видео, показывало, как он играет на фортепиано и ударной установке и всё это происходит одновременно. Затем его прервало видео Бейба Рута, за которым последовал выход Джона Сины, который вышел в своем давнем прикиде «Babe Ruth» который он использовал (в 2002–2004 годах) и в майке Нью-Йорк Янкис. Сина оскорбил Элайаса, а затем напал на него проведя приём «FU» (первоначальное название его приёма «Attitude Adjustment»).

## Основное событие

### Бекки Линч против Ронды Раузи против Шарлотт Флэр
Главным событием стал первый в истории Рестлмании женский матч. Бекки Линч встретилась с чемпионкой WWE Raw Рондой Раузи и чемпионкой WWE SmackDown Шарлотт Флэр. Матч по правилам «тройная угроза» в котором победитель становится обладателем обоих титулов. В один момент Флэр зафиксировал приём «восьмерку» на ноги Раузи. Но Линч разбила приём прыгнув со стойки ринга на Флэр проведя «Lekdrop». В конце матча Раузи нанесла удар коленом с разбегу по Линч и из последних сил провела «Piper's Pit». Но прём получился не завершённым и Линч перевела его в сворачивание. Рефери не заметил что Раузи не обоими плечами была прижата к рингу и отстучал до трёх, отдав победу Бекки. Это было первое поражение Ронды в WWE в матче, где при отсчёте рефери удержали её. После победы Бекки Линч стала трёхкратной чемпионкой WWE SmackDown и впервые завоевала чемпионство WWE Raw.

## Результаты матчей
| №                                 | Матч | Тип матча                                                                                                   | Время | Ссылки  |
| --------------------------------- | --- | --- | ----- | ------- |
| Kick Off                          | Тони Низ победил Бадди Мёрфи (с) | Одиночный матч, за титул Чемпиона WWE в полутяжёлом весе                                                    | 10:40 | [ 129 ] |
| Kick Off                          | Кармелла победила, устранив последнюю участницу Сару Логан                                                                                                 | Женская Королевская битва WrestleMania                                                                      | 10:30 | [ 130 ] |
| Kick Off                          | Курт Хоукинс и Зак Райдер победили Возрождение (Даша Уайлдера и Скотта Доусона) (с)                                                                        | Командный матч, за титулы Командных чемпионов WWE Raw                                                       | 13:20 | [ 131 ] |
| Kick Off                          | Брон Строумэн победил, устранив последнего участника Колина Йоста                                                                                          | Королевская битва за Мемориальный трофей Андре Гиганта                                                      | 10:20 | [ 132 ] |
| 1                                 | Сет Роллинс, победил Брока Леснара (с) c (Полом Хейманом)                                                                                                  | Одиночный матч, за титул Чемпиона Вселенной WWE                                                             | 2:30  | [ 133 ] |
| 2                                 | Эй Джей Стайлз победил Рэнди Ортона | Поединок один на один                                                                                       | 16:20 | [ 134 ] |
| 3                                 | Братья Усо (Джей и Джимми) (с) победили команды Бар (Сезаро и Шеймус), Русева и Синсукэ Накамуру, а также Алистера Блэка и Рикошета                        | Фатальный четырёхсторонний командный матч, за титулы Командных чемпионов WWE SmackDown                      | 10:10 | [ 135 ] |
| 4                                 | Шейн Макмэн победил Миза | Поединок один на один, без дисквалификации, фиксация победы где угодно                                      | 15:30 | [ 136 ] |
| 5                                 | IIconics (Билли Кей и Пейтон Ройс) победили команды The Boss 'N' Hug Connection (Саша Бэнкс и Бейли) (с), Тамину и Наю Джакс, а также Бет Финикс и Наталью | Фатальный четырёхсторонний командный матч, за титулы Командных чемпионок WWE                                | 10:45 | [ 137 ] |
| 6                                 | Кофи Кингстон c (Биг И и Ксавье Вудсом) победил Дэниела Брайана (c) c (Роуэном)                                                                            | Одиночный матч, за титул Чемпиона WWE                                                                       | 23:45 | [ 138 ] |
| 7                                 | Самоа Джо (с) победил Рея Мистерио | Одиночный матч, за титул Чемпиона Соединённых Штатов WWE                                                    | 1:00  | [ 139 ] |
| 8                                 | Роман Рейнс победил Дрю Макинтайра | Поединок один на один                                                                                       | 10:10 | [ 140 ] |
| 9                                 | Triple H победил Батисту | Поединок один на один, без дисквалификации. Если Triple H проиграет, он заканчивает карьеру рестлера        | 24:45 | [ 141 ] |
| 10                                | Барон Корбин победил Курта Энгла | Поединок один на один, (прощальный матч Курта Энгла)                                                        | 6:05  | [ 142 ] |
| 11                                | Финн Балор победил Бобби Лэшли (с) с Лио Рашем | Одиночный матч, за титул Интерконтинентального чемпиона WWE                                                 | 4:05  | [ 143 ] |
| 12                                | Бекки Линч победила Ронду Раузи (с) и Шарлотт Флэр (с) | Матч с тройной угрозой, победитель забирает всё. На кону титулы Чемпионки WWE Raw и Чемпионки WWE SmackDown | 21:30 | [ 144 ] |
| (c) — чемпион на момент поединка. | | |       |         |

### Участники Женской Королевской битвы Wrestlemania
Участница,      Победитель.
| Дива           | Порядок устранения |
| -------------- | ------------------ |
| Аска           | 15                 |
| Кэндис ЛеРей   | 3                  |
| Кармелла       | Победитель         |
| Дана Брук      | 11                 |
| Эмбер Мун      | 5                  |
| Каири Сэйн     | 7                  |
| Лана           | 6                  |
| Лив Морган     | 9                  |
| Мэнди Роуз     | 12                 |
| Мария Канеллис | 1                  |
| Микки Джеймс   | 13                 |
| Наоми          | 4                  |
| Никки Кросс    | 2                  |
| Руби Райот     | 8                  |
| Сара Логан     | 16                 |
| Соня Девиль    | 14                 |
| Зелина Вега    | 10                 |

### Участники Королевской битвы Мемориального трофея Андре Гиганта

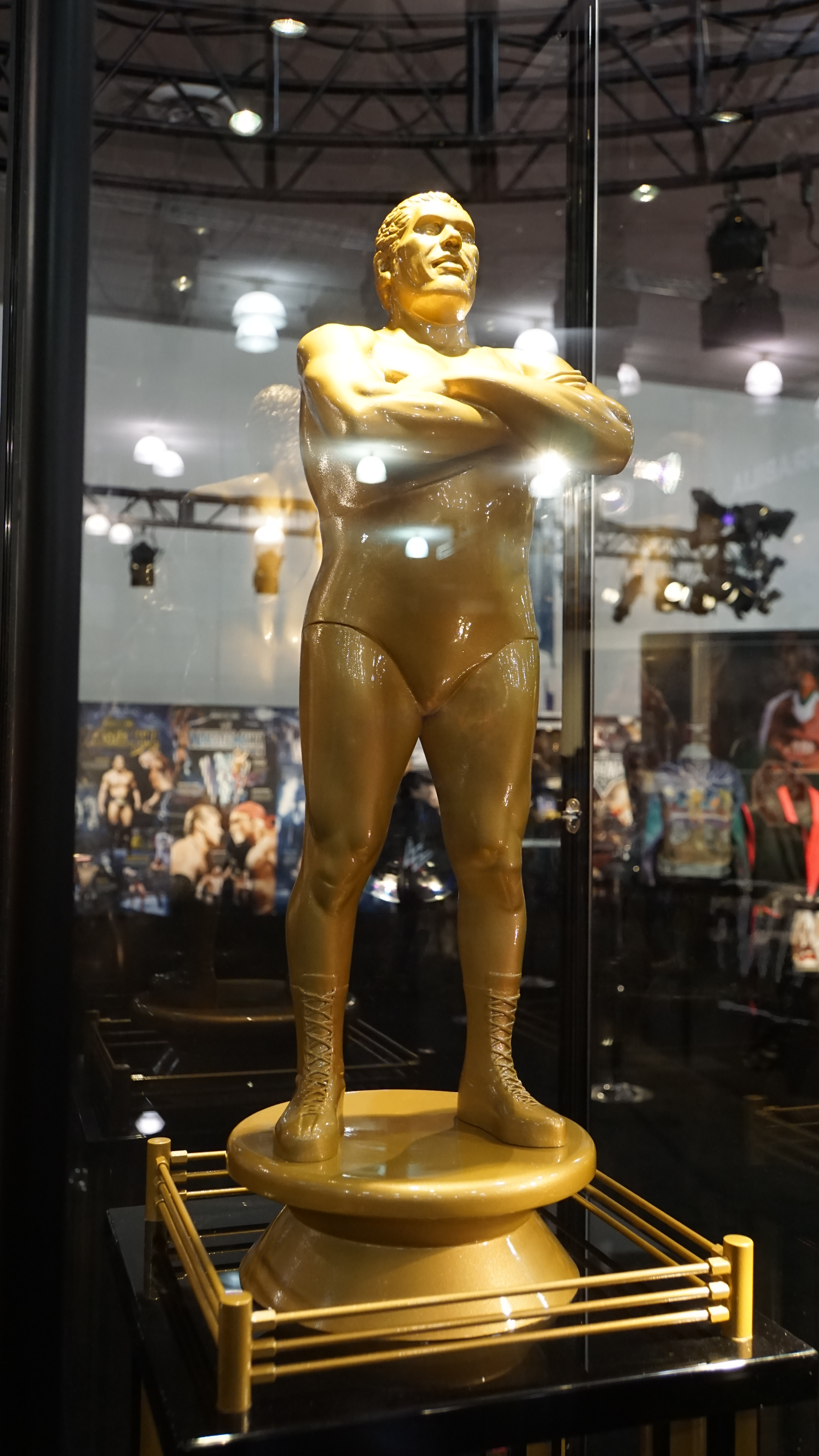
Center|Мемориальный трофей в честь Андре Гиганта, вручаемый победителю мужской Королевской битвы на Рестлмании

Участник,      Победитель.

[[Файл:André the Giant trophy.jpg|thumb|200px|
| Рестлер          | Порядок устранения |
| ---------------- | ------------------ |
| Али              | 23                 |
| Андраде          | 25                 |
| Аполло Крюс      | 24                 |
| Бо Даллас        | 6                  |
| Бобби Руд        | 12                 |
| Брон Строумэн    | Победитель         |
| Чад Гейбл        | 15                 |
| Колин Йост       | 29                 |
| Кёртис Аксель    | 1                  |
| EC3              | 4                  |
| Гран Металик     | 13                 |
| Хит Слейтер      | 7                  |
| Джефф Харди      | 27                 |
| Джиндер Махал    | 21                 |
| Калисто          | 14                 |
| Карл Андерсон    | 10                 |
| Коннор           | 16                 |
| Линсе Дорадо     | 2                  |
| Люк Галлоус      | 18                 |
| Харпер           | 22                 |
| Мэтт Харди       | 26                 |
| Майкл Че         | 28                 |
| Ноу Вей Хосе     | 9                  |
| Отис             | 19                 |
| Райно            | 11                 |
| Шелтон Бенджамин | 5                  |
| Тайтус О’Нил     | 8                  |
| Такер            | 20                 |
| Тайлер Бриз      | 3                  |
| Виктор           | 17                 |

## Турнир за первое претенденство, за титул чемпиона WWE в полутяжёлом весе

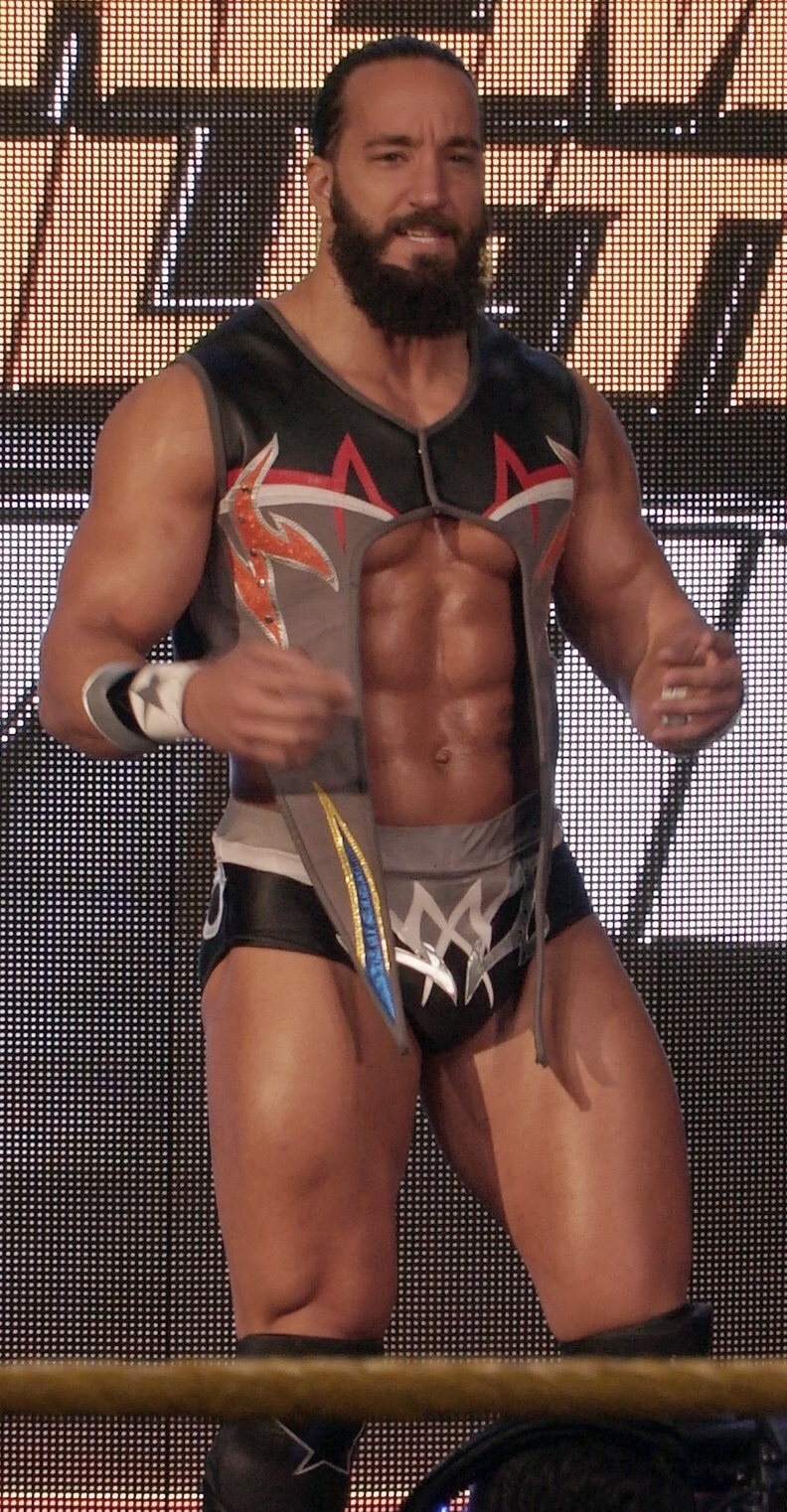
Center|Первый претендент,
Тони Низ

[[Файл:Tony Nese April 2018.jpg|right|thumb|175px|
|  | Первый раунд 205 Live 26 февраля 2019, 5 марта 2019 | Первый раунд 205 Live 26 февраля 2019, 5 марта 2019 | Первый раунд 205 Live 26 февраля 2019, 5 марта 2019 |                  |                           | Полуфиналы 205 Live 12 марта 2019 | Полуфиналы 205 Live 12 марта 2019 | Полуфиналы 205 Live 12 марта 2019 |  |                           | Финал 205 Live 19 марта 2019 | Финал 205 Live 19 марта 2019 | Финал 205 Live 19 марта 2019 | Финал 205 Live 19 марта 2019 | Финал 205 Live 19 марта 2019 |
|  |                                                     |                                                     |                                                     |                  |                           |                                   |                                   |                                   |  |                           |                              |                              |                              |                              |                              |
|  | Соединённые Штаты Америки                           | Тони Низ                                            | Проходит в полуфинал                                |                  |                           |                                   |                                   |                                   |  |                           |                              |                              |                              |                              |                              |
|  | Соединённые Штаты Америки                           | Калисто                                             | Удержание                                           |                  |                           |                                   |                                   |                                   |  |                           |                              |                              |                              |                              |                              |
|  | Соединённые Штаты Америки                           | Калисто                                             | Удержание                                           |                  | Соединённые Штаты Америки | Тони Низ                          | Проходит в финал                  |                                   |  |                           |                              |                              |                              |                              |                              |
|  |                                                     |                                                     |                                                     |                  | Соединённые Штаты Америки | Тони Низ                          | Проходит в финал                  |                                   |  |                           |                              |                              |                              |                              |                              |
|  |                                                     | Соединённые Штаты Америки                           | Дрю Гулак                                           | Удержание        |                           |                                   |                                   |                                   |  |                           |                              |                              |                              |                              |                              |
|  | Соединённые Штаты Америки                           | Соединённые Штаты Америки                           | Дрю Гулак                                           | Удержание        | Брайан Кендрик            | Болевой                           |                                   |                                   |  |                           |                              |                              |                              |                              |                              |
|  | Соединённые Штаты Америки                           |                                                     |                                                     |                  | Брайан Кендрик            | Болевой                           |                                   |                                   |  |                           |                              |                              |                              |                              |                              |
|  | Соединённые Штаты Америки                           | Дрю Гулак                                           | Проходит в полуфинал                                |                  |                           |                                   |                                   |                                   |  |                           |                              |                              |                              |                              |                              |
|  | Соединённые Штаты Америки                           | Дрю Гулак                                           | Проходит в полуфинал                                |                  |                           |                                   |                                   |                                   |  | Соединённые Штаты Америки | Тони Низ                     | Победитель                   |                              |                              |                              |
|  |                                                     |                                                     |                                                     |                  |                           |                                   |                                   |                                   |  | Соединённые Штаты Америки | Тони Низ                     | Победитель                   |                              |                              |                              |
|  |                                                     | Соединённые Штаты Америки                           | Седрик Александр                                    | Удержание        |                           |                                   |                                   |                                   |  |                           |                              |                              |                              |                              |                              |
|  | Мексика                                             | Соединённые Штаты Америки                           | Седрик Александр                                    | Удержание        | Умберто Каррильо          | Удержание                         |                                   |                                   |  |                           |                              |                              |                              |                              |                              |
|  | Мексика                                             |                                                     |                                                     |                  | Умберто Каррильо          | Удержание                         |                                   |                                   |  |                           |                              |                              |                              |                              |                              |
|  | Соединённые Штаты Америки                           | Оней Лоркан                                         | Проходит в полуфинал                                |                  |                           |                                   |                                   |                                   |  |                           |                              |                              |                              |                              |                              |
|  | Соединённые Штаты Америки                           | Оней Лоркан                                         | Проходит в полуфинал                                |                  | Соединённые Штаты Америки | Оней Лоркан                       | Удержание                         |                                   |  |                           |                              |                              |                              |                              |                              |
|  |                                                     |                                                     |                                                     |                  | Соединённые Штаты Америки | Оней Лоркан                       | Удержание                         |                                   |  |                           |                              |                              |                              |                              |                              |
|  |                                                     | Соединённые Штаты Америки                           | Седрик Александр                                    | Проходит в финал |                           |                                   |                                   |                                   |  |                           |                              |                              |                              |                              |                              |
|  | Соединённые Штаты Америки                           | Соединённые Штаты Америки                           | Седрик Александр                                    | Проходит в финал | Седрик Александр          | Проходит в полуфинал              |                                   |                                   |  |                           |                              |                              |                              |                              |                              |
|  | Соединённые Штаты Америки                           |                                                     |                                                     |                  | Седрик Александр          | Проходит в полуфинал              |                                   |                                   |  |                           |                              |                              |                              |                              |                              |
|  | Япония                                              | Акира Тодзава                                       | Удержание                                           |                  |                           |                                   |                                   |                                   |  |                           |                              |                              |                              |                              |                              |

### Комментарии
1. ↑  По оригинальным планам, WWE матч должен был закончится по другому, а не сворачиванием. Так же по заявлениям WWE рефери не удерживал положенной паузы и Бекки Линч попросту не успела отпустить Ронду Раузи.
2. ↑  Позже стало известно, что Ронда во время матча сломала руку, из за этого ей и не удалось чётко выполнить приём «Piper's Pit».
3. ↑  Рефери женского Main event на Wrestlemania 35 был оштрафован за финальный ботч.
4. ↑  Несмотря на поражение Ронда Раузи удерживает стрик побед в поединках один на один. Является непобеждённой в одиночных матчах, с момента дебюта в WWE.
5. ↑  Порядок устранения: Мария Канеллис, Никки Кросс, Кэндис Лере, Наоми, Эмбер Мун, Лана, Каири Сэйн, Руби Райот, Лив Морган, Зелина Вега, Дана Брук, Мэнди Роуз, Микки Джеймс, Соня Девиль, Аска, Сара Логан
6. ↑  Порядок устранения: Кёртис Аксель, Линсе Дорадо, Тайлер Бриз, EC3, Шелтон Бенджамин, Бо Даллас, Хит Слейтер, Тайтус О’Нил, Ноу Вей Хосе, Карл Андерсон, Райно, Бобби Руд, Гран Металик, Калисто, Чад Гейбл, Коннор, Виктор, Люк Галлоус, Отис, Такер, Джиндер Махал, Харпер, Али, Аполло Крюс, Андраде, Мэтт Харди, Джефф Харди, Майкла Че[англ.], Колина Йоста[англ.]